# Cavalera Conspiracy
Cavalera Conspiracy es una banda estadounidense de groove metal formada en 2007 por los hermanos brasileños Max Cavalera en voz y guitarra rítmica e Igor Cavalera en batería, ambos ex-Sepultura,  Marc Rizzo (guitarrista de Soulfly) y Joe Duplantier en el bajo (voz y guitarrista de Gojira). Si bien originalmente se llamaron Inflikted, la banda cambió su nombre a Cavalera Conspiracy por razones legales. 
Su álbum debut, Inflikted, fue lanzado por Roadrunner Records el 24 de marzo de 2008. Fue grabado en Undercity Studios en Los Ángeles. Inflikted tiene la aparición especial del bajista de Pantera y Down, Rex Brown en la canción "Ultra-Violent", y también el hijastro de Max, Ritchie Cavalera, cantando en "Black Ark".
El 2 de junio de 2008 la banda reveló en su página oficial que Joe Duplantier no iba a tocar en el Tour 2008 debido a que empezaría con el proceso de composición/grabación para el cuarto álbum de estudio de la agrupación Gojira. Duplantier fue reemplazado por Johny Chow de la banda Fireball Ministry.
Cavalera Conspiracy finalizó el año 2023 con una serie de conciertos por Europa, presentándose en países como Hungría, Austria, Polonia, Alemania y otros. El último concierto de 2023 tuvo lugar el 2 de diciembre y se llevó a cabo en Zlín, República Checa.

## Miembros
- Max Cavalera - Voz, Guitarra rítmica
- Igor Cavalera - Batería

### Exmiembros
- Joe Duplantier - Bajo
- Johnny Chow - Bajo
- Marc Rizzo - Guitarra líder
- Nate Newton - Bajo

## Discografía

### Álbumes de estudio
- 2008 - Inflikted
- 2011 - Blunt Force Trauma
- 2014 - Pandemonium
- 2017 - Psychosis
- 2023 - Bestial Devastation / Morbid Visions (Re-Grabación)
- 2024 - Schizophrenia (Re-Grabación)

### Sencillos
- "Sanctuary" (2008)
- "Killing Inside" (2011)
- "Babylonian Pandemonium" (2014)
- "Spectral War" (2017)